# 王景云

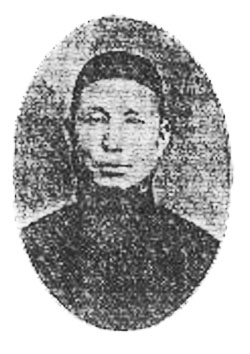

王景云（1877年—1952年）山东禹城人。中国共产党党员，上海工人运动领袖。

## 生平
王景云早年是商务印书馆外栈房工人。民国14年（1925年）参加中国共产党。同年2月，上海印刷工人联合会成立，王景云当选该联合会委员。 6月21日，当选商务印书馆印刷所第一届工会委员会委员。后来他还曾任印刷所工会委员长，上海总工会执行委员。同年8月，王景云领导印刷所工会参加了商务印书馆发行所工会委员长廖陈云（即陈云）等发动的商务印书馆第一次大罢工。罢工迫使商务印书馆资方改善了职工的待遇，并且同意成立了商务印书馆三个所、一个处的4个工会组织。
民国16年（1927年）3月，上海工人第三次武装起义之前，王景云所在的外栈房楼上的藏书室成了中国共产党的秘密活动点，中共商务印书馆党支部会议在这里秘密举行，起义领导人周恩来、赵世炎、汪寿华等常来此处开会，筹划起义。王景云负责该处的接待及联络工作。起义爆发后，王景云负责后勤及群众工作。上海工人第三次武装起义成功后，王景云及商务印书馆编译所的丁晓先均当选为上海特别市临时市政府委员。
蒋介石发动四一二事件后，周恩来、赵世炎派商务印书馆工人纠察队队员任其祥将王景云转移隐蔽。此后，王景云同中共党组织失去联系。民国29年（1940年），王景云来到重庆，和中共党组织接上关系，在徐梅坤的陪同下见到了周恩来。此后，他在新华社任职。民国36年（1947年）春，王景云被派赴东北解放区任职。中华人民共和国成立后，王景云在中华全国总工会任职。
1952年，王景云逝世。